# Посухов Валентин Іванович
Валенти́н Іва́нович По́сухов (9 січня 1939, Покровська Багачка Хорольського району — 13 березня 2025, Полтава) — український журналіст, краєзнавець, літератор-прозаїк, дослідник історії й усної традиції Полтавського краю, поет, гуморист; автор низки статей, розвідок і книг на історико-краєзнавчу тематику, поетичних збірок; член НСЖУ.

## З життєпису
Валентин Іванович Посухов народився у селі Покровська Багачка Хорольського району 9 січня 1939 року.
Починаючи з 1946 року проживає у місті Полтава.
Здобувши середню освіту, навчався на історико-філологічному факультеті Полтавського педінституту.
Після закінчення навчання і здобуття вищої освіти працював учителем у селі Семиполка Північноказахстанської області.
Повернувшись на Полтавщину 1965 року, Валентин Посухов віддав близько 40 років свого життя журналістиці: працював у редакціях Диканської районної газети, обласних газет «Комсомолець Полтавщини» та «Зоря Полтавщини», обласного радіо, міського тижневика «Полтавський вісник».
Він регулярно друкується в районних, обласних, республіканських газетах та часописах, є автором низки книг з історико-краєзнавчої тематики й поетичних збірок.
Валентин Іванович Посухов — лауреат обласної журналістської премії імені Григорія Яценка та лауреат премій імені Самійла Величка (2003) і Леоніда Бразова (2009, за збірку публіцистичних творів «Земля скарбів»).

## Творчі пошуки й доробок
Як журналіст зі значним стажем, Валентин Посухов написав чимало матеріалів на різні теми, але по-справжньому його журналістський хист і талант літератора знайшов вираження в краєзнавчій тематиці. Автор прагнув дізнатися більше про минуле Полтавського краю, славне і трагічне водночас, особливо про його маловідомі сторінки.
В. І. Посухов опублікував низку своїх історичних розвідок. Зокрема, видне місце з них посідають ті, що розповідають про місце, де відбулась битва війська князя Вітовта з татарами на Ворсклі 1399 року, про історію Полтавського краю в таємничі XIV—XVI століття, про походження назви Полтава та гідронімів області, про історичні зв'язки населення України ХІІІ століття до нашої ери з Єгиптом і Північною Африкою. В документальній повісті «Римов: продовження літопису» автор доводить свою точку зору на розташування загадкового давньоруського міста Римова на місці нинішнього села Свиридівка Лохвицького району. Збірка полтавських легенд і переказів «Сім трав біля семи криниць», плід тривалих пошуків і чималих творчих зусиль Валентина Посухова, рідкісне зібрання обробок легенд і переказів Полтавської області, що робить її унікальним виданням усної традиції українців цього історичного краю.

### Вибрана бібліографія
- «Римов. Продовження літопису» (Полтава: «Полтавський літератор», 172 с.), 1999;
- «Що повідали назви полтавських річок» (Полтава, 64 с.), 1999;
- «Сім трав біля семи криниць. Пригорща полтавських легенд» (Полтава, 195 с.), 2003;
- «Міражі „золотого“ віку», 2006;
- "Земля-берегиня. Полтавщиною — підземними ходам"и (Полтава: «Форміка», 78 c.: іл), 2007[5];
- «Земля скарбів» (Полтава: «Форміка», 228 с. : іл., портр. ; 28 см.), 2008;
- «Сіверянські загадки» (Полтава: «Форміка», 220 с), 2010;
- Валентин Посухов // Калинове гроно: антологія літераторів Полтавщини часу незалежності України: до 20-річчя Полтавської спілки літераторів. — Полтава, 2010. — Т. 3. — С. 496—511.